# Паасилинна, Арто
А́рто Па́асилинна (фин. Arto Paasilinna; 20 апреля 1942, Киттиля, Финляндия — 15 октября 2018, Эспоо, Финляндия) — финский писатель, автор 35 романов и множества произведений других жанров. Его книги переведены более чем на 40 языков мира, в том числе на русский.

## Биография
Родился в деревне Алакюля, округ Киттиля, Лапландия. Его отец Вяйнё был полицейским, умер в 1951 году в возрасте 49 лет, мать осталась одна с семью детьми. Брат политика Рейно и писателя Маури Паасилинна.
Арто Паасилинна, проработав долгое время редактором в газете, стал известным писателем. Его называют «инструментом по привлечению интереса к современной финской литературе». Писательское поприще выбрали для себя и его братья — Эрно, Маури и Рейно Паасилинна.
Жена: Тертту Аникки Паасилинна (ур. Каспер), двое детей от первого брака с Хилккой Онерва: Петтери (1964 г.р.) и Янне (1967 г.р.).
Первый роман Арто «Операция Финляндия» вышел в 1972 г. Славу же ему принес «Год зайца», переведённый на французский язык и дважды экранизированный. На русском языке он вышел в издательстве Ольги Морозовой в 2006 году.
По романам Паасилинны было снято несколько фильмов и поставлено несколько спектаклей, некоторые были даже адаптированы в комиксы.
Писатель публиковал, как правило, одну книгу в год, обычно осенью. Его издатель говорил, что книги Паасилинны стали таким же элементом финской осени, как опадающие листья берёз. Иногда его обвиняли в написании книг, похожих одна на другую, но, возможно, именно этот его стиль обеспечивает ему большое число поклонников.
На русском языке его книги выпускает Издательство Ольги Морозовой. Переведены «Год зайца» (2006), «Лес повешенных лисиц» (2008), «Очаровательное самоубийство в кругу друзей» (2006), «Нежная отравительница» (2008), «Воющий мельник» (2013), «Сын бога грома» (2013).

## Экранизации произведений
- 1977 — Год зайца (фин. Jäniksen vuosi) по роману «Год зайца»
- 1982 — Воющий мельник (фин. Ulvova mylläri)
- 1986 — Лес повешенных лисиц (фин. Hirtettyjen kettujen metsä)
- 1996 — Жизнь коротка, но Рюткёнен высокий (фин. Elämä lyhyt, Rytkönen pitkä)
- 2000 — Очаровательное самоубийство в кругу друзей (фин. Hurmaava joukkoitsemurha)
- 2002 — Десять «тёрок» (фин. Kymmenen riivinrautaa)
- 2006 — Заяц Ватанена (фр. Le Lievre de Vatanen) по роману «Год зайца»